# Michael Walzer
Michael Laban Walzer (Nova Iorque, 3 de março de 1935) é um filósofo político norte-americano, professor do Instituto de Estudos Avançados de Princeton.